# Rete tranviaria di Stettino
La rete tranviaria di Stettino è la rete tranviaria che serve la città polacca di Stettino. Composta da tredici linee, è gestita da Tramwaje Szczecińskie.

## Rete
La rete attuale consta di 12 linee (+1 turistica).
| Linea | Tratta                                         | Lunghezza | Tempo di viaggio | Fermate |
| ----- | ---------------------------------------------- | --------- | ---------------- | ------- |
|       | Zajezdnia Pogodno ↔ Potulicka                  | 9,4 km    | 34-35 min        | 17-20   |
|       | Dworzec Niebuszewo ↔ Turkusowa                 | 11,5 km   | 30 min           | 17-18   |
|       | (Zajezdnia Pogodno) – Las Arkoński – Pomorzany | 8,7 km    | 33-34 min        | 22      |
|       | Krzekowo ↔ Pomorzany                           | 7,7 km    | 26-27 min        | 18      |
|       | Krzekowo ↔ Stocznia Szczecińska                | 7,6 km    | 28-29 min        | 20-21   |
|       | Gocław ↔ Pomorzany                             | 10,9 km   | 35-36 min        | 23-24   |
|       | Krzekowo ↔ Turkusowa                           | 10 km     | 32-33 min        | 18      |
|       | Gumieńce ↔ Turkusowa                           | 13,03 km  | 33 min           | 19      |
|       | Głębokie ↔ Potulicka                           | 8,9 km    | 32-35 min        | 18      |
|       | Las Arkoński ↔ Gumieńce                        | 9,5 km    | 36 min           | 22-23   |
|       | Ludowa ↔ Pomorzany                             | 8,7 km    | 35 min           | 19-20   |
|       | Dworzec Niebuszewo ↔ Pomorzany                 | 6,9 km    | 29 min           | 18      |

| Immagine | Tipologia di tram                       | In uso dal | Numero di vetture |
| -------- | --------------------------------------- | ---------- | ----------------- |
|          | Konstal 105Ng/2015 (105Na ammodernato)  | 2015       | 12                |
|          | Konstal 105N2k/2000/S                   | 2001       | 14                |
|          | Protram 105N2k/2000/D                   | 2007       | 6                 |
|          | Tatra KT4DtM                            | 2006       | 73                |
|          | Tatra T6A2D                             | 2008       | 48                |
|          | Moderus Alfa HF09 (105Na ammodernato)   | 2008       | 2                 |
|          | Moderus Alfa HF10AC (105Na ammodernato) | 2011       | 12                |
|          | PESA 120NaS                             | 2011       | 6                 |
|          | PESA 120NaS2                            | 2013       | 22                |
|          | Moderus Beta                            | 2014/2018  | 6                 |